# Бобровська Соломія Анатоліївна
Соломія Анатоліївна Бобровська (нар. 20 грудня 1989 року, Рівне) — український політик та громадський діяч, народний депутат України IX скликання, з 29 серпня 2019 року член депутатської фракції політичної партії «Голос», екс-виконувач обов'язків голови Одеської обласної державної адміністрації (2016—2017).
З 6 жовтня 2022 року член парламентського комітету з питань національної безпеки, оборони та розвідки.

## Життєпис

### Ранні роки та освіта
Соломія Бобровська народилася 20 грудня 1989 року у місті Рівне. Батько — Анатолій Леонідович Бобровський, професор Рівненського державного гуманітарного університету та депутат Тернопільської міської ради VI скликання від фракції ВО «Свобода».
Протягом 2005—2007 років навчалася в Регіональному інформаційно-комп'ютерному центрі Рівненської обладміністрації. У 2007 —2012 роках — студент філософського факультету Львівського національного університету імені І. Франка, магістр філософії. Працювала над кандидатською дисертацією, на тему «Свобода як джерело соціально-правової легітимації громадянського суспільства».
Випускник Інституту громадського лідерства і спільного проєкту Лабораторії законодавчих ініціатив та Ради Європи «Українська школа політичних студій». Заочно навчалася в аспірантурі Львівського університету імені І. Франка.
У 2010 році у рамках Канадсько-української парламентської програми пройшла стажування у Канадському парламенті в офісі депутата Ліберальної партії Ендрю Каніа.
У вересні— листопаді 2017 року стажувалась у Жіночій раді державної адміністрації штату Массачусетс в місті Бостон в США.

### Професійна діяльність
У квітні— грудні 2014 року займала посаду радника віце-прем'єра України з гуманітарних питань Олександра Сича.
З жовтня 2015 по квітнь 2016 року — радник голови Одеської державної адміністрації Міхеіла Саакашвілі, з квітня 2016 по січень 2017 — заступник голови Одеської обласної державної адміністрації.
9 листопада 2016 призначена виконуючим обов'язків голови Одеської обласної державної адміністрації. Стала наймолодшим в Україні очільником області у віці 26 років. Пробула на посаді до 12 січня 2017 року.

### Політична діяльність
Одна з основних членів партії «Голос» Святослава Вакарчука. Кандидат у народні депутати на парламентських виборах 2019 року, № 9 у списку. 
Секретар Комітету Верховної Ради з питань зовнішньої політики та міжпарламентського співробітництва. Заступник Голови Постійної делегації у Парламентській асамблеї НАТО. Співголова групи з міжпарламентських зв'язків з Латвійською Республікою.
12 грудня 2019 року Бобровська увійшла до складу Міжфракційного об'єднання «Гуманна країна», створеного за ініціативи UAnimals для популяризації гуманістичних цінностей та захисту тварин від жорстокості.
У червні 2020 поставила свій підпис під постановою про звільнення Авакова з посту міністра внутрішніх справ. 7 грудня того ж року внесена в список українських фізичних осіб, проти яких російський уряд ввів санкції.
З 29 серпня 2019 до 2022 року — секретар Комітету Верховної Ради України з питань зовнішньої політики та міжпарламентського співробітництва.

### Громадська діяльність
З 2002 року є членом Національної скаутської організації Пласт, з 2009 року — член ВМГО «Фундація регіональних ініціатив».
Співзасновник громадських ініціатив «Євромайдан SOS» і «Допомога прикордонникам».
У 2012—2014 роках та у січні— червні 2015 року — куратор проєктів громадської організації «Центр громадянських свобод».
У 2018—2019 роках очолювала ГО «Українська Основа», одним з напрямків якої є проєкт Студії жіночої політичної взаємодії для жінок південної та східної України.
Активіст Громадського руху «Чесно. Фільтруй Раду!», брала участь в акції на підтримку Сергія Стерненка у 2021 році. 

## Нагороди
- Медаль «За жертовність і любов до України» УПЦ КП (2015);
- Пам'ятна медаль ДПСУ «Захиснику Батьківщини» (2016);
- Почесна відзнака Миколаївської обласної ради «Хрест Святого Миколая» (2017);
- TOP-30 Under 30 за версією KyivPost[10]
- Медаль для цивільних «За заслуги» від Міністерства оборони Литовви (2022);
- Медаль «За заслуги» від Міністерства оборони Литви (2025).